# Paris & Simo
Paris & Simo est un duo de disc jockeys canadien formé en 2010, composé de Paris Fotis-Zoubris et Simone Teti. Le groupe est basé à Montréal.
Leur première chanson officielle, Aura', réalisée avec Mark Mendes, fut publiée en 2011. Mais ce n'est que quelques mois plus tard que le groupe fut propulsé sur la scène internationale, en remportant le prix du meilleur remix de l'année 2012 avec Work Hard Play Hard de Tiësto.
Ils furent repérés par Hardwell et publièrent de nombreux morceaux sur son label, parmi Nova, Not Alone avec Mako, et Escape avec 3LAU, qui furent tous des succès sur la plate-forme de téléchargements Beatport.
Paris & Simo participent à de nombreux festivals annuels comme l'EDC de Las Vegas, et accompagnèrent David Guetta en tournée au Canada en 2014.

## Discographie

### Singles
- 2011 : Aura (avec Mark Mendes) [Starter Records]
- 2012 : Aztec [Starter Records]
- 2011 : Monk [Revealed Recordings]
- 2012 : Nova [Revealed Recordings]
- 2013 : Avon [Harem Records]
- 2013 : Season [Revealed Recordings]
- 2013 : Brainfire (avec ANSOL) [Ministry Of Sound/Astrx]
- 2013 : Tundra (avec Merk & Kremont) [Flamingo Recordings]
- 2013 : Chaa [Strictly Rhythm]
- 2013 : Escape (avec 3LAU) [Revealed Recordings]
- 2014 : Flash (avec Jochen Miller) [Armada Music]
- 2014 : Silent (feat Gabrielle Ross) [Harem Records]
- 2014 : Punk [Armada Music]
- 2014 : Wait (avec Tom Swoon) [Spinnin' Records]
- 2015 : Eclipse (avec Amersy) [Armada Music]
- 2015 : Not Alone (avec Mako) [Revealed Recordings]
- 2015 : Get Back (feat. Rico & Miella) [Protocol Recordings]
- 2015 : Zone [Metanoia]
- 2015 : Drop The Pressure (avec Lush & Simon) [Free]
- 2015 : Can You See [Revealed]
- 2016 : Lyra (avec Misha K) [Eclypse]
- 2016 : NY 2 LA (VIP Mix) (avec Lush & Simon) [Dim Mak Records]
- 2016 : Reunite [Eclypse]
- 2016 : Long Way Home (avec Joey Dale) [Revealed Recordings]

### Remixes
- 2011 : Peter Brown, Étienne Ozborne - Change the World (Paris & Simo Remix)
- 2011 : Tiësto ft. Kay - Work Hard Play Hard (Paris & Simo Remix)
- 2013 : Jason Herd & Stafford Brothers - Wicked Child (Paris & Simo Remix)
- 2013 : Silver Sneakerz - Night & Day (Paris & Simo Remix)
- 2013 : Fenech Soler - All I Know (Paris & Simo Remix)
- 2013 : Denzal Park - Animal Heart (Paris & Simo Remix)
- 2016 : Mako - Way Back Home (Paris & Simo Remix) [Ultra]